# تعطیلات در رم (فیلم ۱۹۸۷)
«تعطیلات در رم» (انگلیسی: Roman Holiday (1987 film)) یک فیلم است که در سال ۱۹۸۷ منتشر شد. از بازیگران آن می‌توان به کاترین آکسنبرگ، تام کونتی، و اد بیگلی. جی آر اشاره کرد.